# Schweinau (metropolitana di Norimberga)
La stazione di Schweinau è una stazione della metropolitana di Norimberga, posta sulla linea U2.

## Storia
La stazione di Schweinau venne attivata il 28 gennaio 1984, come capolinea della tratta da Plärrer; rimase capolinea fino al 27 settembre 1986, quando venne attivata la tratta seguente fino alla stazione di Röthenbach.

## Interscambi
- Stazione ferroviaria (Nürnberg-Schweinau)
- Fermata autobus[2]